# Questa sera come sempre/Io non ci sarò
Questa sera come sempre/Io non ci sarò è il quarto singolo discografico di Lucio Dalla, pubblicato nel 1966 dalla ARC.

## Descrizione
La copertina del disco raffigura un primo piano in bianco e nero di Dalla, con in testa una coppola.
L'arrangiamento delle due canzoni è curato da Ruggero Cini che in entrambi i brani si avvale della collaborazione ai cori dei Cantori Moderni di Alessandroni. Il brano Questa sera come sempre è la cover di una canzone americana, Crying Time, scritta da Buck Owens nel 1964 e portata al successo da Ray Charles; il testo in italiano è di Giuseppe Cassia; il brano Io non ci sarò è il debutto di Dalla come compositore, insieme a Gian Franco Reverberi mentre il testo è scritto da Sergio Bardotti e venne inserita nell'album 1999.

## Tracce
1. Questa sera come sempre (cover di "Crying Time") – 2:46 (testo: Giuseppe Cassia – musica: Buck Owens)
2. Io non ci sarò – 3:02 (testo: Sergio Bardotti – musica: Gian Franco Reverberi e Lucio Dalla)